# Joel Freeland
Joel Daniel Freeland (Aldershot, 7 febbraio 1987) è un ex cestista britannico, che giocava come ala grande e centro.

## Carriera

### Primi anni
Iniziò la sua carriera cestistica con i Thames Valley Tigers/Guildford Heat, prima di unirsi con i Solent Stars. Nel giro di un anno, è riuscito a essere convocato con la squadra U18 dell'Inghilterra, trovando così facilmente un posto in squadra al Gran Canaria II, squadra di quarta categoria spagnola. Durante la sua carriera nelle categorie minori spagnole, Freeland fu scelto dai Portland Trail Blazers con la trentesima scelta assoluta al draft NBA del 2006, diventando così il giocatore inglese con la più alta scelta nella storia del draft.
I Blazers incoraggiarono Freeland a rimanere in Europa, così da migliorare come giocatore. Freeland firmò quindi un contratto con il Gran Canaria nell'agosto 2006.
Durante la stagione 2006-07 giocò 15 partite, facendo anche il suo debutto in ULEB Cup. Freeland continuò la sua crescita nella stagione 2007-08, giocando ben 28 partite e raggiungendo i quarti di finale di ULEB Cup. La stagione 2008-09 vide l'imporsi di Freeland come miglior giocare della Gran Canaria, finendo l'anno con una media di 10 punti e 4.6 rimbalzi a partita, per un utilizzo medio di 17 minuti.

### Unicaja Malaga
Il 27 luglio 2009 firma con l'Unicaja Málaga un contratto quinquennale, andando così a colmare il vuoto creatosi dalla partenza di Marcus Haislip. Durante la stagione 2009-10 fece il suo debutto in Eurolega, oltre alle 32 presenze nel campionato ACB. La stagione 2010-11 fu per Freeland la migliore, riuscendo a chiudere l'anno con una media di 13,3 punti e 6 rimbalzi a partita.
L'11 luglio 2012 comunica all'Unicaja Málaga la sua volontà di uscire dal contratto, usando la clausola di 1,5 milioni di euro.

### Portland Trail Blazers
Il 13 luglio 2012 firma il suo primo contratto NBA con i Portland Trail Blazers, della durata di tre anni.
Il 14 dicembre 2012 viene assegnato agli Idaho Stampede, in D-League, insieme a Víctor Claver per poi essere richiamati ai Blazers due giorni dopo.
Il 26 dicembre 2014 fa registrare il suo career-high, prendendo 17 rimbalzi nella partita contro i Philadelphia 76ers. Il 13 aprile 2015 Freeland stabilisce il suo career-high segnando 16 punti nella sconfitta contro gli Oklahoma City Thunder.

### CSKA Mosca
Il 13 luglio 2015 ritorna in Europa, firmando un contratto di due anni con il club russo CSKA Mosca.

## Nazionale
Freeland ha rappresentato la Gran Bretagna alle Olimpiadi di Londra.

## Statistiche

### NBA

#### Regular season
| Anno      | Squadra             | PG  | PT | MP   | TC%  | 3P% | TL%  | RP  | AP  | PRP | SP  | PP  |
| --------- | ------------------- | --- | -- | ---- | ---- | --- | ---- | --- | --- | --- | --- | --- |
| 2012-2013 | Portland T. Blazers | 51  | 1  | 9,4  | 40,8 | -   | 66,7 | 2,3 | 0,3 | 0,3 | 0,2 | 2,6 |
| 2013-2014 | Portland T. Blazers | 52  | 0  | 14,0 | 47,5 | 0,0 | 69,0 | 4,0 | 0,7 | 0,2 | 0,4 | 3,3 |
| 2014-2015 | Portland T. Blazers | 48  | 8  | 12,9 | 49,0 | -   | 84,0 | 4,0 | 0,3 | 0,2 | 0,5 | 3,5 |
| Carriera  | Carriera            | 151 | 9  | 12,1 | 45,9 | 0,0 | 72,8 | 3,4 | 0,4 | 0,2 | 0,4 | 3,2 |

#### Play-off
| Anno     | Squadra             | PG | PT | MP  | TC% | 3P% | TL%  | RP  | AP  | PRP | SP  | PP  |
| -------- | ------------------- | -- | -- | --- | --- | --- | ---- | --- | --- | --- | --- | --- |
| 2014     | Portland T. Blazers | 9  | 0  | 2,7 | 0,0 | -   | 50,0 | 0,9 | 0,1 | 0,1 | 0,1 | 0,1 |
| 2015     | Portland T. Blazers | 2  | 0  | 3,5 | -   | -   | -    | 0,5 | 0,0 | 0,5 | 0,0 | 0,0 |
| Carriera | Carriera            | 11 | 0  | 2,8 | 0,0 | -   | 50,0 | 0,8 | 0,1 | 0,2 | 0,1 | 0,1 |

### Eurolega
| Anno       | Squadra    | PG | PT | MP   | TC%  | 3P%  | TL%  | RP  | AP  | PRP | SP  | PP   |
| ---------- | ---------- | -- | -- | ---- | ---- | ---- | ---- | --- | --- | --- | --- | ---- |
| 2009-2010  | Málaga     | 14 | 6  | 19,7 | 48,4 | 21,1 | 66,7 | 5,1 | 0,7 | 0,4 | 0,4 | 10,1 |
| 2010-2011  | Málaga     | 15 | 14 | 25,5 | 60,3 | 27,3 | 78,8 | 6,3 | 1,3 | 0,7 | 0,6 | 13,9 |
| 2011-2012  | Málaga     | 14 | 12 | 25,8 | 51,0 | 25,0 | 66,7 | 6,8 | 0,6 | 0,2 | 0,1 | 12,6 |
| 2015-2016† | CSKA Mosca | 12 | 6  | 15,8 | 59,3 | -    | 50,0 | 4,4 | 0,2 | 0,3 | 0,4 | 6,8  |
| 2016-2017  | CSKA Mosca | 15 | 4  | 5,3  | 52,9 | -    | 38,5 | 1,2 | 0,1 | 0,2 | 0,1 | 1,5  |
| Carriera   | Carriera   | 70 | 42 | 18,4 | 54,0 | 23,9 | 65,8 | 4,8 | 0,6 | 0,4 | 0,3 | 9,0  |

### Liga ACB
| Stagione        | Squadra         | Competizione    | Partite | Partite | Partite | Statistiche tiro | Statistiche tiro | Statistiche tiro | Altre statistiche | Altre statistiche | Altre statistiche | Altre statistiche | Altre statistiche |
| Stagione        | Squadra         | Competizione    | Pres.   | Titol.  | Minuti  | Tiri da 2        | Tiri da 3        | Liberi           | Rimb.             | Assist            | Rubate            | Stopp.            | Punti             |
| --------------- | --------------- | --------------- | ------- | ------- | ------- | ---------------- | ---------------- | ---------------- | ----------------- | ----------------- | ----------------- | ----------------- | ----------------- |
| 2006-2007       | Gran Canaria    | Liga ACB        | 16      | 0       | 79      | 15/30            | 0/0              | 1/2              | 17                | 1                 | 1                 | 17                | 15                |
| 2007-2008       | Gran Canaria    | Liga ACB        | 28      | 4       | 265     | 47/87            | 0/0              | 19/28            | 63                | 5                 | 8                 | 56                | 113               |
| 2008-2009       | Gran Canaria    | Liga ACB        | 31      | 6       | 554     | 124/213          | 0/0              | 60/89            | 148               | 18                | 8                 | 63                | 308               |
| 2009-2010       | Unicaja Málaga  | Liga ACB        | 37      | 21      | 454     | 177/294          | 11/27            | 67/90            | 190               | 20                | 35                | 93                | 308               |
| 2010-2011       | Unicaja Málaga  | Liga ACB        | 36      | 34      | 936     | 207/350          | 6/21             | 43/59            | 223               | 27                | 26                | 90                | 475               |
| 2011-2012       | Unicaja Málaga  | Liga ACB        | 31      | 25      | 874     | 153/259          | 7/31             | 72/98            | 231               | 32                | 24                | 55                | 399               |
| Totale carriera | Totale carriera | Totale carriera | 179     | 90      | 3491    | 723/1253         | 24/79            | 262/366          | 872               | 103               | 119               | 374               | 1780              |

## Palmarès
- Eurolega: 1

CSKA Mosca: 2015-16
- VTB United League: 2

CSKA Mosca: 2015-16, 2016-17